# لورا غيلبين (مصورة)
لورا غيلبين (بالإنجليزية: Laura Gilpin)‏ هي مصورة أمريكية، ولدت في 22 أبريل 1891 في كولورادو سبرينغس في الولايات المتحدة، وتوفيت في 30 نوفمبر 1979 في سانتا فيه في الولايات المتحدة.

## وصلات خارجية
- لورا غيلبين على موقع الموسوعة البريطانية (الإنجليزية)